# Sonnen säen
Sonnen säen (chinesisch 種太陽 / 种太阳, Pinyin Zhǒng tàiyáng – „Sonne pflanzen“) ist ein klassisches chinesisches Kinderlied. Es besingt das Säen einer Sonne, um die Welt zu erwärmen.
Der Liedtext stammt von Li Bingxue (李冰雪), die Musik von Wang Furong (王赴戎) und Xu Peidong (徐沛东).
Am 1. Juni 1988 führten die jungen Schauspieler der Galaxy Youth TV Art Troupe das Lied zum ersten Mal im China Central Television auf, wodurch es landesweit bekannt wurde.

## Hintergrund
Der Schriftsteller Li Bingxue wurde in einer Bauernfamilie im Kreis Xifeng, Stadt Tieling, Provinz Liaoning geboren und war zum Zeitpunkt des Schreibens ein zehnjähriger Grundschüler. Da der Winter in der nordöstlichen Landschaft sehr kalt ist, drückt das Gedicht den Wunsch des Autors nach einem warmen Leben aus und hofft, dass die ganze Welt mehr Licht und Wärme ernten wird.
Die Struktur des Liedes ist ein- oder zweistimmig ohne Wiederholung. Beide Abschnitte enden mit dem Tonika Do. Der erste Abschnitt besteht aus vier Takten, die jeweils mit einem Downbeat beginnen. Der zweite Abschnitt besteht ebenfalls aus vier Phrasen: Die ersten beiden Sätze verwenden punktierte Achtel und Sechzehntelpausen mit einem kompakten Rhythmus, die letzten beiden Sätze haben eine gestreckte Melodie und einen lockeren Rhythmus.
Sonnen säen wird oft als bösartiger Song abgetan, der die Hauptursache für das heiße Sommerwetter ist.
Das Lied wurde verspottet, weil es den gesunden Menschenverstand verletzen würde: Die „gesäten“ Sonnen würden die Katastrophe der höheren Temperaturen in den Polarregionen und des steigenden Meeresspiegels verursachen. In diesem Zusammenhang sind Experten der Kinderliedforschung der Meinung, dass die Interpretation von Kinderliedern weder überinterpretiert werden sollte, noch sollten Kinderlieder einfach mit erwachsenem Denken bewertet werden.
Da die Kernfusion die Energie mit einer künstlichen Sonne erzeugt und das steuerbare Kernfusionsgerät künstliche Sonne genannt wird, wird der Wissenschaftler, der das Gerät studiert und baut, auch anschaulich als Sonnenpflanzer bezeichnet.
Vom Chinesischen Musikerverband wird es unter den Gesangsstücken für Kinder und Jugendliche mit Schwierigkeitsgrad 4 eingestuft.